# B-2 Спирит
B-2 Спирит је тешки бомбардер стелт технологије, способан да носи и конвенционално и нуклеарно оружје. Године 1992, председник Џорџ Х. В. Буш је најавио да ће укупан број авиона овог типа B-2 бити 20, док је касније повећан на 21. 
Први пут је коришћен за време НАТО бомбардовања СРЈ. 
Један B-2 Спирит се срушио на узлетању са писте 2008. године у Гваму. Пилоти су преживели, док је авион уништен.

## Историја
У другој половини Хладног рата, војсци САД је био преко потребан стратешки бомбардер нове генерације. Председник Роналд Реган је обећао да ће се изградити нови бомбардер стелт технологије, који ће бити најнапреднији до сада. Године 1980. је расписан конкурс и у ужи избор су ушле две корпорације. Прва је била Нортроп/Боинг, док је друга била Локид/Роквел. Први су понудили пројекат који је у облику троугла, без репа и већи, док је друга корпорација понудила мањи авион са репом. Победила је прва и одмах на почетку добила име Спирит, што значи дух. Како је почела производња, одређено је да се направи 132 авиона, али због великих трошкова је тај број смањен на 20. На број од 21 се дошло касније, почета је производња још једног примерка али је прекинута.

## Дизајн
Авион је у облику троугла, са спљоштеном кабином. Нема реп, има 2 млазна мотора која „извиру“ из крила и тако повећавају аеродинамичност. Авион је двосед, у могућности може да им се прикључи инжењер лета. Тежак је 188 тона, носи 90 тона горива и може понети 34,5 тона наоружања. За његов лет је потребно ангажовати око 15 ловаца као и Авакс да га наводи, а у случају несреће олупина мора одмах да се бомбардује.

## Губици
Признати губитак је био на Гваму, када је дошло до пада авиона при узлетању 2008. године. Авион је имао име Спирит оф Канзас.

## Спољашње измене
- „Licna karta B-2 Spirit” (на језику: (језик: српски)). www.mycity-military.com. Приступљено 2. септембар 2010.
- „Photo Search Results: Northrop Grumman B-2A Spirit” (на језику: (језик: енглески)). www.airliners.net. Приступљено 2. септембар 2010.
- „B-2 Spirit” (на језику: (језик: руски)). Уголок неба. 2004. Приступљено 2. септембар 2010.
- „Northrop B-2 Spirit” (на језику: (језик: енглески)). Авиастар. Приступљено 2. септембар 2010.
- „Northrop-Grumman B-2 Spirit” (на језику: (језик: енглески)). www.military.cz. Приступљено 2. септембар 2010.
- Greg Goebel (1. март 2010). „The Northrop Grumman B-2 Spirit Stealth Bomber” (на језику: (језик: енглески)). www.vectorsite.net. Приступљено 2. септембар 2010.
- „B-2 Spirit Bomber” (на језику: (језик: енглески)). Званична страна произвођача Нортроп-Граман (www.as.northropgrumman.com). Приступљено 2. септембар 2010.